# アリシア・ナポレオン
アリシア・ナポレオン・エスピノサ（Alicia Napoleon Espinosa、1986年1月26日 - ）は、アメリカ合衆国のプロボクサーである。元WBA女子世界スーパーミドル級王者。

## 来歴
アマチュア時代全米選手権に2年連続出場。
2014年8月15日、カナダにてMonique Duval戦でプロデビューし、1回TKO勝利。
デビューから7連勝した後、2016年12月10日にトリー・ネルソン相手にプロ初黒星。
2018年3月3日、ブルックリンのバークレイズ・センターにてフェムケ・ハーマンズとのWBA女子世界スーパーミドル級王座決定戦に挑み、3-0判定で勝利しWBA王座獲得。
2018年8月4日、ナッソー・ベテランズ・メモリアル・コロシアムにて初の女子ボクシングの試合としてハンナ・ランキンとの初防衛戦を行い3-0判定でWBA王座初防衛
2020年1月10日、ニュージャージー州にてIBF王者エリン・セダルースとの王座統一戦に臨むが、0-3判定で敗れ王座陥落。
2015年より、マンハッタンにてボクシングジムの共同オーナー兼トレーナーを務める。

## 戦績
- 14戦 12勝 7KO 2敗

## 獲得タイトル
- WBA女子世界スーパーミドル級王座（防衛0）